# Taksa
Taksa, taxa - középkori latin elnevezés, jelentése: díj, illeték, ár, becsérték. 

## Leírása
taksa, taxa a 14. század-tól a 19. századig fennálló több adófajta neve volt a Magyar Királyságban. 
Gyakoribb fajtái:
- hadiadó: I. Lajos magyar király (1342-1382) korától került bevezetésre taxa ordinaria néven a földesúri bandériumok fönntartására szedték. 1439-ben országgyűlési határozattal vált általánossá. A 16-18. században: subsidium néven a szabad királyi városokban egy összegben fizették; a taksát 1595-ös 5. törvénycikkel a jobbágytelken élő nemesekkel kezdték fizettetni. 
- földesúri adó: a 14. század-tól a mezővárosoktól egy összegű hadiadóként szedett átalányadó.
- termény- és munkajáradék: a 17. század közepétől szerződésben (contractus) rögzítették, a jobbágyoktól szedték; évente kb. 1-10 Ft értékben, vagy helyette meghatározott mennyiségű bor, a kuruc idők után évi 12-16 nap robot megváltására. A jobbágyfaluk népének együttesen fizetett pénztaksáját nevezték summának.
- újpolgár-taksa, melyet a szabad királyi városokban a polgárjogért folyamodóknak egy összegben kellett fizetni, amíg azt nem teljesítették, rendszeresen idegentaksát fizettek. 
Taksázva volt az ingatlanok adásvétele, a lemért gabona, az őrletés, a piac és vásár is, de taksát fizettek a városba érkezett komédiások is.